# Mahavir Jayanti
Mahavir Jayanti, también conocida como Mahavira Janma Kalyanak, es la fiesta religiosa más importante para los jainistas. Se celebra el nacimiento de Mahavira, vigésimo cuarto y el último Tirthankara del ciclo de tiempo presente. En el calendario gregoriano, el día festivo se celebra en marzo o abril.

## Nacimiento
La mayoría de los historiadores modernos consideran Vasokund como lugar de nacimiento de Mahavira.  De acuerdo a los textos jainistas, Mahavira nació el día trece de la mitad brillante de la luna en el mes de Chaitra en el año 599 antes de Cristo. Mahavira nació en un reino democrático (Ganarajya), Vajji, donde el rey fue elegido por votación. Vaishali fue su capital. Cuando era niño, Mahavira fue llamado 'Vardhamana', que significa "Aquel que crece", debido al aumento de la prosperidad en el reino en el momento de su nacimiento.

## Leyenda
Mahavira nació en el seno de la realeza como el hijo del rey Siddartha de Kundgraam y de la reina Trishala. Durante su embarazo, se cree que Trishala tuvo una serie de sueños auspiciosos, lo que significa la llegada de una gran alma. El número exacto de sus sueños varía según la escuela del jainismo; Svetambaras cree que el número real es de catorce, mientras Digambaras afirman que tuvo dieciséis. En cualquier caso, los astrólogos que interpretaron estos sueños afirmaron que el niño llegaría a ser o bien un Chakravarti o una Tirthankara. Se dice que cuando la reina Trishala dio a luz a Mahavira, el dios-rey Indra bañó el recién nacido con leche celestial, un ritual que esencialmente lo marcó como un Tirthankara.

## Celebraciones
La imagen de Mahavira se representa en un carro, en una procesión llamada Rath Yatra; también hay estatuas locales de Mahavira representadas en un baño ceremonial llamado abhisheka. Durante el día, la mayoría de los miembros de la comunidad jainista se involucran en algún tipo de acto de caridad. Muchos devotos visitan templos dedicados a Mahavira para meditar y ofrecer oraciones. Muchos monjes y monjas realizan conferencias en los templos para predicar el camino de la virtud, como define el jainismo. Las donaciones se recogen con el fin de promover las misiones de caridad, como el salvamento de vacas de las masacres o ayudar en la alimentación de los pobres.